# Выучейский (посёлок)
Выуче́йский — посёлок в Заполярном районе Ненецкого автономного округа России. Входит в состав Тиманского сельсовета. Основан в 1933 году. Посёлок находится в пограничной зоне.

## География
Посёлок расположен на правом берегу реки Индига.
Расстояние до административного центра Тиманского сельсовета поселка Индига — 10 км.

## Население
| 2002 | 2010 |
| ---- | ---- |
| 193  | ↘167 |

Численность населения посёлка, по данным Всероссийской переписи населения 2010 года, составляла 167 человек. В 1999 году было 215 человек.

## Экономика
Основное занятие населения — оленеводство. В посёлке расположено отделение СПК «Индигский».

## Улицы
- улица Северная
- улица Центральная
- улица Южная

## Инфраструктура
В поселке Выучейский имеется начальная школа-детский сад, дом культуры, дизельная электростанция, магазин, почтовое отделение, общественная баня и также ФАП